# 한국인삼연합회
한국인삼연합회는 인삼산업의 발전을 위하여 생산, 유통, 가공, 수출, 연구까지 연합하여 회원간의 상호협력 및 정보교환을 통하여 국내 마케팅활성화와 수출확대를 도모하고, 인삼산업 관계인들의 소득증대와 국가의 부 창출에 기여하며 고려인삼의 세계화에 기여할 목적으로 2010년 1월 7일 설립된 대한민국 농림수산식품부 소관의 사단법인이다. 사무실은 서울특별시 서초구 양재동 232번지, aT센터 804호에 있다.